# サービト (クレーター)

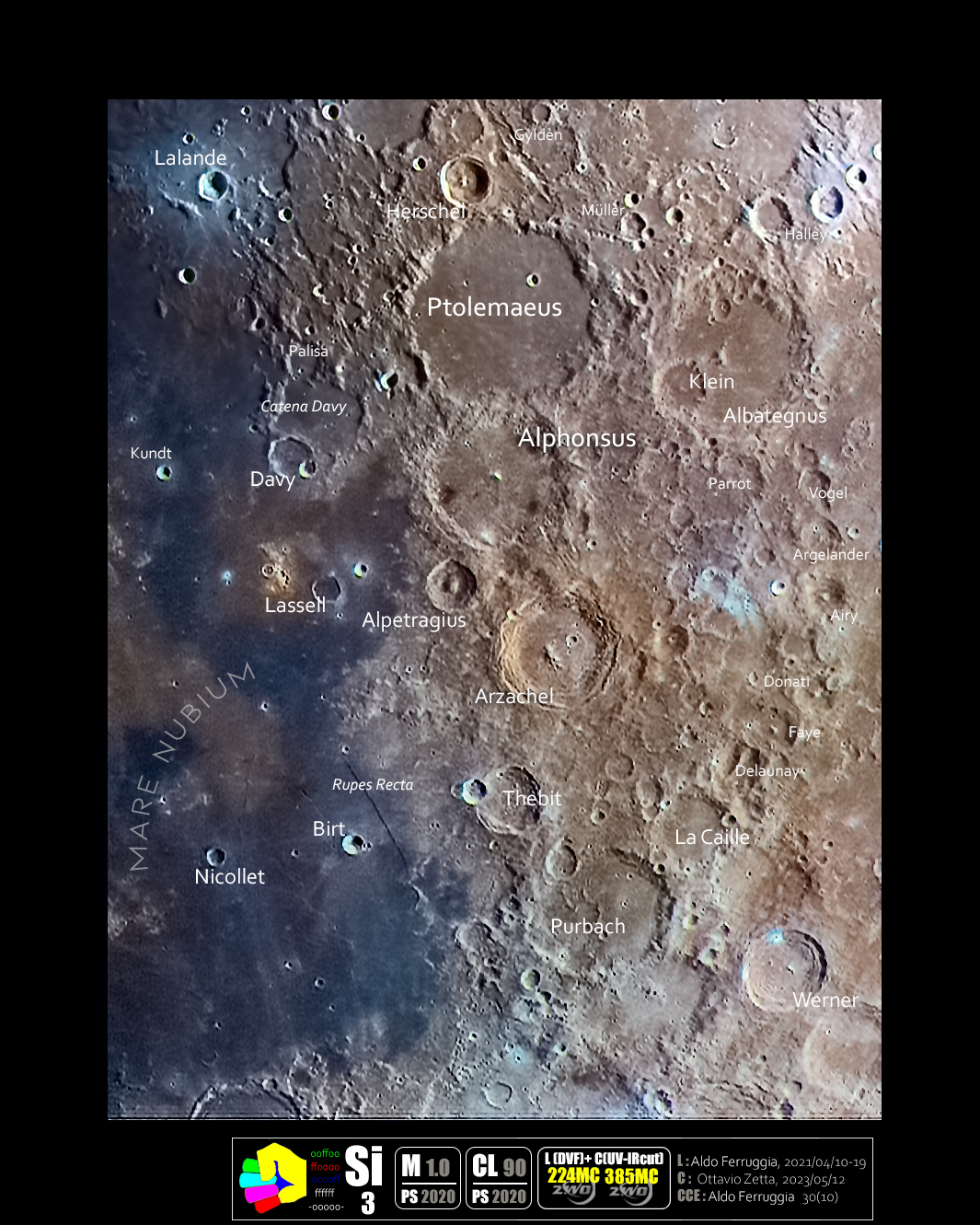
クレーターのある地域（左上）

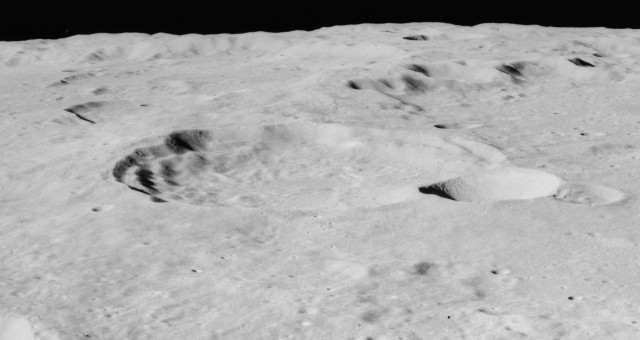
アポロ16号による斜め撮影の画像

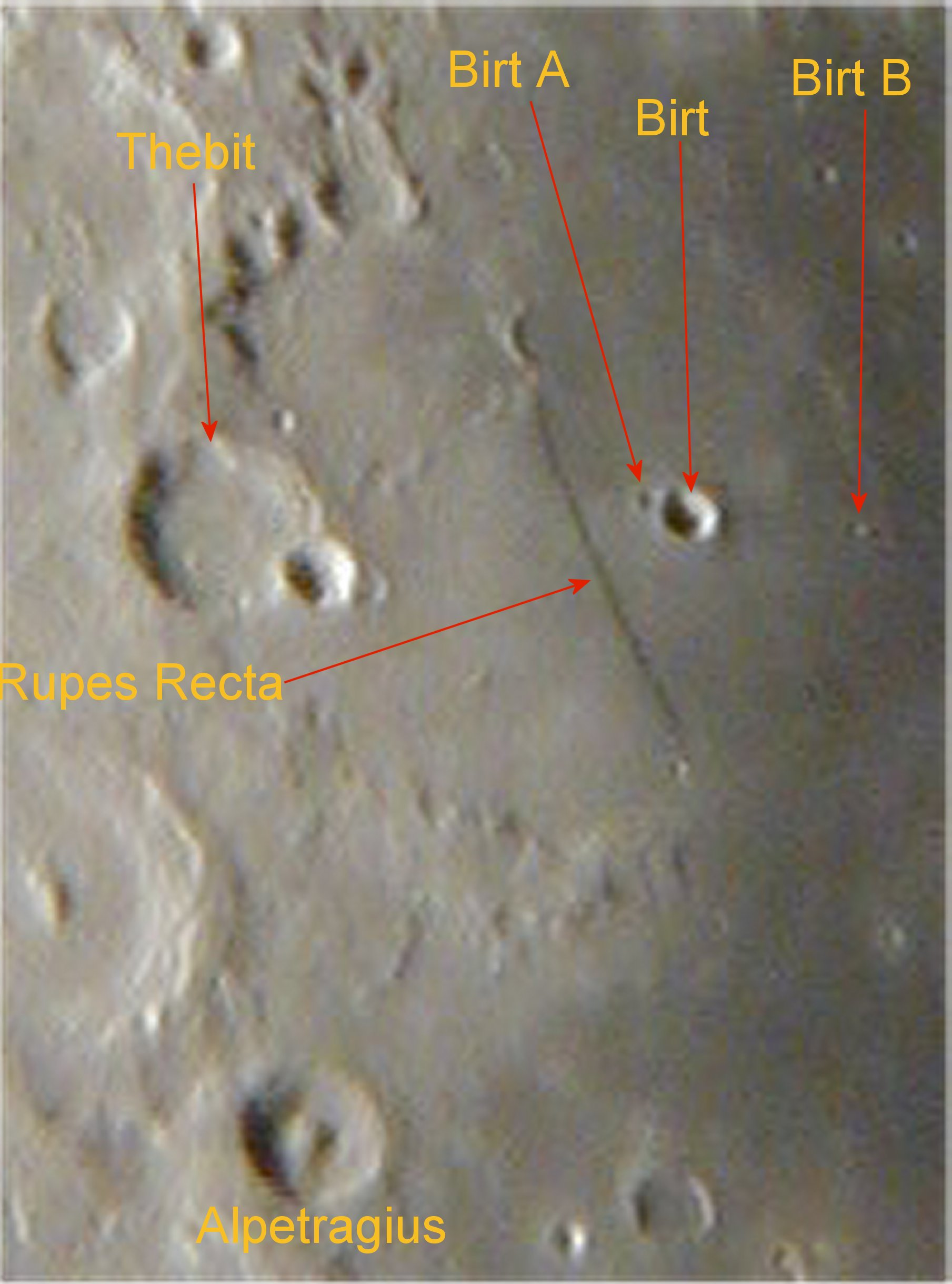
サービト近郊のクレーター

サービト(Thebit)は、雲の海の南東岸に位置する月の衝突クレーターである。北北西にはアルザルカーリー、南南西にはプールバッハがある。南西にはサービトPというサービト自体の直径よりも大きい流れの跡がある。
外形はほぼ円形で、南西の壁は二重になっている。円形の目立つクレーターだえるサービトAが北西の縁に重なっており、サービトAの北西の縁にはさらにサービトLが重なっている。これらの特徴により、サービトは見分けやすいクレーターとなっている。床面は荒く、中央丘がない。縁には段丘があり、外壁は丘状となっている。
サービトの西には、高さ240m、長さ110kmに及ぶ直線壁(Rupes Recta)がある。この直線状の地形は、雲の海を北北西から南南東に向けて横断している。
サービトは、後期インブリウム代のクレーターである。

## 名前
サービトは、9世紀のイラクの天文学者、数学者であるサービト・イブン・クッラの名前をラテン語化したものから名付けられた。

## 従属クレーター
サービトのごく近くにある小さな無名のクレーターについては、アルファベットを付加することによって識別される。
| サービト | 緯度    | 経度   | 直径  |
| -------- | ------- | ------ | ----- |
| A        | 21.5° S | 4.9° W | 20 km |
| B        | 22.3° S | 6.2° W | 4 km  |
| C        | 21.2° S | 4.1° W | 6 km  |
| D        | 19.8° S | 8.3° W | 5 km  |
| E        | 23.1° S | 4.6° W | 7 km  |
| F        | 23.0° S | 5.3° W | 4 km  |
| J        | 22.5° S | 5.5° W | 10 km |
| K        | 23.1° S | 3.7° W | 5 km  |
| L        | 21.5° S | 5.4° W | 12 km |
| P        | 24.0° S | 5.7° W | 78 km |
| Q        | 20.1° S | 4.2° W | 16 km |
| R        | 20.2° S | 4.8° W | 9 km  |
| S        | 24.8° S | 7.2° W | 16 km |
| T        | 20.7° S | 6.0° W | 3 km  |
| U        | 20.3° S | 5.8° W | 4 km  |

## 古代のサービト

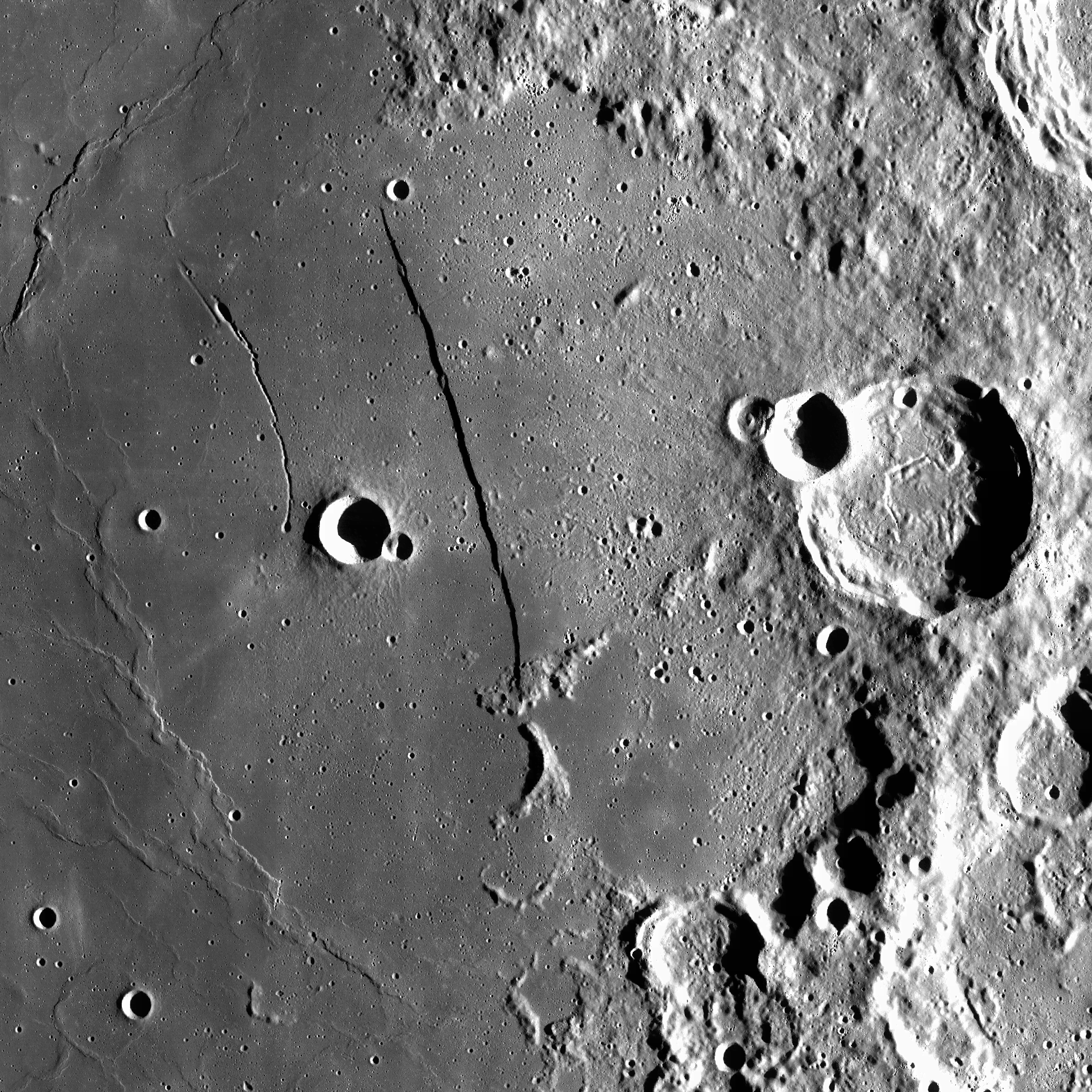
ルナー・リコネサンス・オービターによる画像

サービトは、直径220kmのずっと古いクレーターで、非公式に「古代のサービト」("Ancient Thebit")と呼ばれる地形の東の縁に位置している。サービトの北西と南西に浸食された縁が残っており、雲の海内の無名のリンクルリッジは、現在は溶岩の海に埋もれている西の縁と関連している可能性がある。直線壁やクレーターのバート (クレーター)|バート、バート谷は全て「古代のサービト」の内側にある。